# 各務原市総合運動公園
各務原市総合運動公園（かかみがはらしそうごううんどうこうえん）は、岐阜県各務原市にある運動公園である。
各務原市勤労青少年運動場（1969年（昭和44年）5月8日開所、2014年（平成26年）閉鎖）を大幅改修を行い、2017年（平成29年）4月に全施設が開設された。
新境川沿いに位置するが、実際は木曽川北派川の河川敷といえる。

## 施設概要
- 野球場
  - 天然芝軟式野球場。3面（少年用1面、一般用2面）ある。
- ソフトボール場
  - 8面（両翼76ｍが4面、両翼69ｍが4面）ある。
- アーチェリー場
- 陸上競技場
  - 全天候型青色ウレタン舗装の400m・8レーンの競技場。
- サッカー場
  - 人工芝2面（一般用1面、少年用1面。一般用を学童用2面にすることも可能）
- 芝生広場
- キャンプ場
- サイクリングロード
  - 各務原大橋とかさだ広場を結ぶ。